# Allomogurnda
Allomogurnda – rodzaj słodkowodnych ryb z rodziny eleotrowatych. Występuje na obszarze Papui-Nowej Gwinei. Wielkość ryb od 4,5 do 12 cm długości.

## Klasyfikacja
Gatunki zaliczane do tego rodzaju:
- Allomogurnda flavimarginata
- Allomogurnda hoesei
- Allomogurnda insularis
- Allomogurnda landfordi
- Allomogurnda montana
- Allomogurnda nesolepis
- Allomogurnda papua
- Allomogurnda sampricei